# Tanjung Menang Darat
Tanjung Menang Darat is een bestuurslaag in het regentschap Banyuasin van de provincie Zuid-Sumatra, Indonesië. Tanjung Menang Darat telt 1105 inwoners (volkstelling 2010).